# Édouard Joseph Arnaud
Pour les articles homonymes, voir Arnaud.
Édouard Joseph Arnaud, né le 22 avril 1875 à Mèze et mort le 17 janvier 1943 à Alger, est un militaire français. Il a participé aux deux guerres mondiales.

## Biographie
Il est le fils de Moïse Clément Arnaud, tonnelier et de Sophie Émilie Maurras son épouse.
Edouard Joseph Arnaud a épousé le 14 janvier 1913, Claire Laissac avec qui il aura plusieurs enfants : Marcel nait à Montpellier le 10 janvier 1914, Lucienne nait le 12 aout 1915 à Saint Mamet, les jumeaux Franc et Georges nait le 5 février 1917 à Arcachon, Henry nait fin 1919, Henriette nait le 9 décembre 1920 à Perpignan et Robert nait à Damas en Syrie. 
Il fut élève de l'École spéciale militaire de Saint-Cyr à partir du 26 octobre 1895 et a fait partie de la 80° promotion de Saint-Cyr, promotion Tananarive, puis entra comme sous-lieutenant au 75e régiment d'infanterie de ligne le 1er octobre 1897, il y restera jusqu'en octobre 1903 avant de rejoindre le 1° régiment d'infanterie coloniale à Dakar. Il devient lieutenant le 1er octobre 1899.  Il entre au 1er régiment d'infanterie coloniale le 25 octobre 1903. Il est nommé capitaine le 25 mars 1906. Il effectue une mission dans le sud algérien le 9 février 1907, puis entre au 6e régiment d'infanterie coloniale le 6 avril 1908, au Bataillon du Tchad le 25 mars 1910, au Régiment des tirailleurs sénégalais du Tchad le 1er juin 1911, au 7e régiment d'infanterie coloniale le 20 avril 1912, au 5e Bataillon d'infanterie colonial du Maroc le 1er juin 1913. Il est promu chef de bataillon le 26 décembre 1915. Il est affecté au dépôt du 24e régiment d'infanterie coloniale le 6 juin 1916, puis au 64e bataillon de Sénégalais le 6 juin 1916.
Il est mis à la disposition du Résident Général de France au Maroc par décision ministérielle du 20 novembre 1917 puis au service des renseignements du Maroc le 30 novembre 1917.
Il a été fait commandeur de la Légion d'honneur le 18 janvier 1932 et chevalier de l'ordre de l'Étoile noire. 
Il fut chef de bataillon du 24e RIC à Deraa de 1920 à 1923 et conseiller administratif du Hauran. 
Trois campagne de l'AOF en :
- 1903-1904 ;
- 1904-1905 ;
- 1905-1907, Algérie.

## Distinctions
- Commandeur de la Légion d'honneur (1932)